# Stiepurino (osiedle)
Stiepurino (ros. Степурино) – osiedle w Rosji, w obwodzie niżnonowogrodzkim, w rejonie nawaszyńskim. W 2021 liczyło 389 mieszkańców.